# Saint-Saturnin-de-Lenne
Saint-Saturnin-de-Lenne – miejscowość i gmina we Francji, w regionie Oksytania, w departamencie Aveyron. W 2013 roku jej populacja wynosiła 344 mieszkańców. Gmina położona jest na terenie Parku Regionalnego Grands Causses. 